# Colin Edwards
Colin Edwards II (Houston, Texas, Estados Unidos; 27 de febrero de 1974), es un expiloto de motociclismo estadounidense y actual entrenador. Ha sido dos veces ganador del Campeonato Mundial de Superbikes y compitió en la categoría MotoGP desde 2003 hasta 2014.

## Biografía

### Principios
Colin Edwards empezó como una de las grandes promesas del motocross en su país cuando ganó el Campeonato Nacional de EE. UU. de 80 cc. pero a los 16 años cambió el motocross por la velocidad. En su primer año ganó todas las carreras en las que participó, ya fuera con una Honda CBR600, una RC30 o una Yamaha TZ250. En esa etapa amateur permaneció imbatido y alcanzó un récord de 13 títulos nacionales, en la Carrera de Campeones AMA/CCS en Daytona y en las carreras WERA/GNF de Atlanta.

### Superbikes
En 1992 pasó a competir como profesional y ganó el campeonato AMA en la categoría de 250 cc por delante de Kenny Roberts Jr. Corrió dos años más en el campeonato de Superbikes de la AMA antes de conseguir una Yamaha oficial para disputar el Mundial de Superbikes. Tras un intento fallido en 1997 para pasar a competir en los Grandes Premios regresó al Mundial de Superbikes con el equipo Castrol-Honda, donde consiguió el título en las temporadas 2000 y 2002.

### MotoGP
En 2003, Edwards vio realizado su sueño de correr en MotoGP con Aprilia, aunque no tuvo ocasión de brillar con la moto de cuatro tiempos. En su regreso a Honda en 2004, formó equipo con Sete Gibernau en el Gresini Racing, patrocinador por Telefónica MoviStar y demostró sus capacidades con la obtención de varios podios y el quinto puesto final en el Campeonato de MotoGP.
En 2005 el tejano empezó una nueva etapa en el equipo oficial de Yamaha formando tándem con Valentino Rossi. Concluyó la campaña en la cuarta posición, con un segundo puesto en la carrera de Laguna Seca como mejor resultado. En 2006 subió al podio en una sola ocasión, en Shanghái en el Gran Premio de China, y concluyó la campaña en la octava plaza. En 2007, el último año formando equipo con Valentino Rossi, Edwards sumó dos podios más y concluyó con el noveno puesto en la clasificación general, consiguiendo también su primer podio en MotoGP.
En 2008 inició una nueva etapa en la escudería Yamaha Tech 3, formando equipo con el debutante británico James Toseland. Esa temporada permitió ver a un resurgido Edwards, capaz de situarse en la pole position en el Gran Premio de China y de subir al podio en Le Mans y Holanda, unas actuaciones que le situaron en la séptima plaza final y convencieron a Hervè Poncharal, mánager de la escudería satélite francesa, para aprovechar su experiencia una nueva temporada.

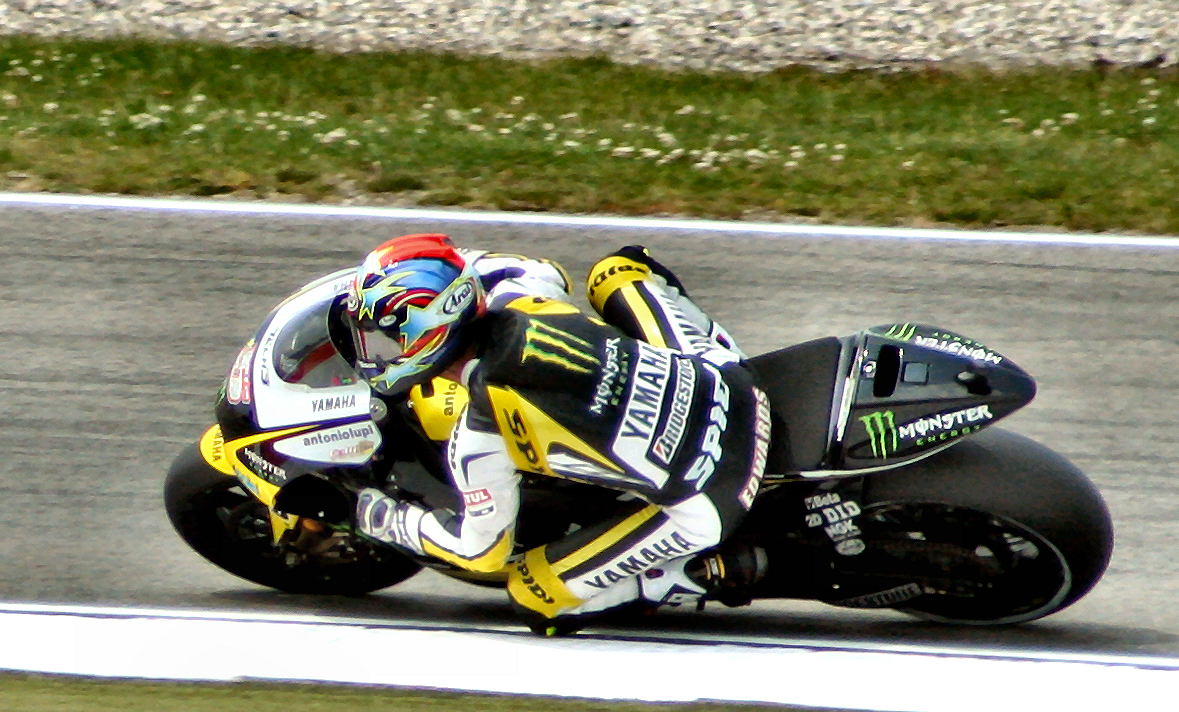
Edwards con el equipo Tech 3 en Assen 2009

En 2009 empezó el año quedando en cuarta posición en el GP de Catar, un Gran Premio más tarde bajó considerablemente su rendimiento y finalizó en 12.ª posición en Japón, quedando finalmente en 5.ª posición en el Mundial.
El 23 de octubre de 2011 en el Circuito Internacional de Sepang mientras se disputaba el Gran Premio de Malasia, el piloto Marco Simoncelli perdió el control de su moto y se interpuso en la trayectoria de Edwards y Valentino Rossi, que le atropellaron provocándole la muerte. En el mismo accidente Edwards cayó de su moto y sufrió fracturas en el brazo izquierdo, que causaron su sustitución por Josh Hayes para la última prueba de la temporada 2011, el GP de la Comunidad Valenciana.
A finales de 2011 se anuncia su fichaje por el equipo MGM Forward Racing donde competiría la temporada 2012, a los mandos de una Suter MMX1. Esa temporada terminaría en 20.ª posición con 27 puntos, su mejor carrera fue en el GP de San Marino donde lograría una 11.ª posición.
Para la temporada 2013 continuó con NGM Mobile Forward Racing, teniendo de compañero Claudio Corti. Finalizó la temporada en decimocuarta posición.
A mediados de la temporada 2014, Edwards anunció su retirada de la competición.
A final de esa misma temporada, confirmó que pasaría a ser piloto de test para Yamaha y Michelin por dos años.

## Lesiones
- El día en el que murió Simoncelli, Colin también estuvo involucrado en el accidente, resultando con múltiples pequeñas fracturas en la parte superior del húmero izquierdo. Como se ve en las imágenes y como señalaría en varias entrevistas él no pudo hacer nada por evitar el mortal accidente.
- En mayo de 2012 se fracturó la clavícula izquierda durante los entrenamientos del GP de Estoril tras verse implicado en una caída provocada por Randy de Puniet.[5]

## Resultados

### Campeonato Mundial de Superbikes

#### Por temporada

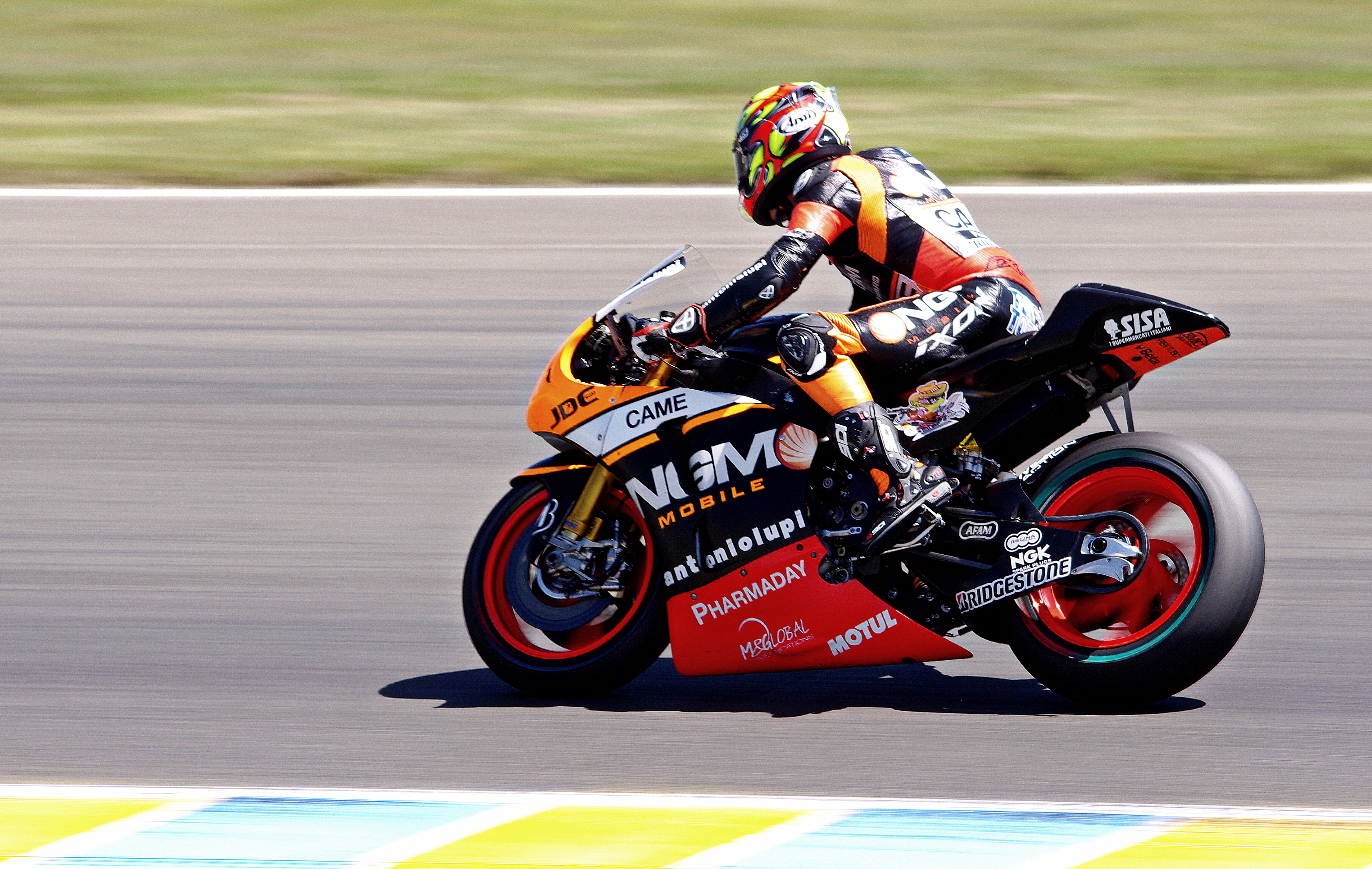
Colin Edwards en el GP de Francia 2014

| Temp. | Equipo                      | Moto           | Carreras | Victorias | Podios | Poles | V.Ráp. | Pts.   | Pos. | CM |
| ----- | --------------------------- | -------------- | -------- | --------- | ------ | ----- | ------ | ------ | ---- | -- |
| 1995  | Yamaha World Superbike Team | Yamaha YZF750R | 20       | 0         | 2      | 0     | 1      | 141    | 11.º | –  |
| 1996  | Yamaha World Superbike Team | Yamaha YZF750R | 20       | 0         | 7      | 2     | 0      | 248    | 5.º  | –  |
| 1997  | Yamaha World Superbike Team | Yamaha YZR750R | 8        | 0         | 1      | 0     | 1      | 79     | 12.º | –  |
| 1998  | Castrol-Honda               | Honda RVF750R  | 24       | 3         | 6      | 0     | 0      | 277.5  | 5.º  | –  |
| 1999  | Castrol-Honda               | Honda RVF750R  | 26       | 5         | 10     | 2     | 3      | 361    | 2.º  | –  |
| 2000  | Castrol-Honda               | Honda VTR100   | 26       | 8         | 12     | 6     | 6      | 400    | 1.º  | 1  |
| 2001  | Castrol-Honda               | Honda VTR1000  | 25       | 4         | 12     | 0     | 4      | 333    | 2.º  | –  |
| 2002  | Castrol-Honda               | Honda VTR1000  | 26       | 11        | 25     | 5     | 8      | 552    | 1.º  | 1  |
| TOTAL | TOTAL                       | TOTAL          | 175      | 31        | 75     | 15    | 23     | 2391.5 |      | 2  |

#### Carreras por Año
(Carreras en negrita indica pole position, carreras en cursiva indica vuelta rápida)
| Año  | Moto   | 1       | 1     | 2       | 2       | 3      | 3      | 4       | 4       | 5      | 5      | 6       | 6       | 7       | 7      | 8      | 8      | 9     | 9      | 10      | 10    | 11    | 11    | 12     | 12     | 13    | 13      | Pts.  | Pos. |
| Año  | Moto   | R1      | R2    | R1      | R2      | R1     | R2     | R1      | R2      | R1     | R2     | R1      | R2      | R1      | R2     | R1     | R2     | R1    | R2     | R1      | R2    | R1    | R2    | R1     | R2     | R1    | R2      | Pts.  | Pos. |
| ---- | ------ | ------- | ----- | ------- | ------- | ------ | ------ | ------- | ------- | ------ | ------ | ------- | ------- | ------- | ------ | ------ | ------ | ----- | ------ | ------- | ----- | ----- | ----- | ------ | ------ | ----- | ------- | ----- | ---- |
| 1995 | Yamaha | ALE 7   | ALE 5 | RSM Ret | RSM Ret | GBR 18 | GBR 12 | ITA 3   | ITA 5   | ESP 10 | ESP 11 | AUT 9   | AUT Ret | EUA 8   | EUA 9  | BHA 5  | BHA 2  | JAP 6 | JAP 10 | NED Ret | NED 6 | IDN   | IDN   | AUS    | AUS    |       |         | 141   | 11.º |
| 1996 | Yamaha | RSM 11  | RSM 7 | GBR 6   | GBR 4   | ALE 3  | ALE 5  | ITA 3   | ITA 5   | CZE 6  | CZE 7  | EUA 4   | EUA Ret | BHA 4   | BHA 3  | IDN 5  | IDN 4  | JAP   | JAP    | NED     | NED   | ESP 2 | ESP 3 | AUS 2  | AUS 3  |       |         | 248   | 5.º  |
| 1997 | Yamaha | AUS Ret | AUS 2 | RSM 6   | RSM 8   | GBR 5  | GBR 6  | ALE 7   | ALE 5   | ITA    | ITA    | EUA     | EUA     | GBR     | GBR    | AUT    | AUT    | NED   | NED    | ESP     | ESP   | JAP   | JAP   | IDN    | IDN    |       |         | 79    | 12.º |
| 1998 | Honda  | AUS 7   | AUS 7 | GBR 6   | GBR 7   | ITA 1  | ITA 1  | ESP 5   | ESP Ret | ALE 2  | ALE 2  | RSM 3   | RSM 4   | RSA 9   | RSA 4  | EUA 11 | EUA 10 | GBR 1 | GBR 4  | AUT 7   | AUT 9 | NED 5 | NED 4 | JAP 13 | JAP 13 |       |         | 279.5 | 5.º  |
| 1999 | Honda  | RSA 5   | RSA 4 | AUS 3   | AUS 3   | GBR 3  | GBR 1  | ESP Ret | ESP 1   | ITA 2  | ITA 2  | ALE Ret | ALE 4   | RSM 6   | RSM 7  | EUA 4  | EUA 5  | GBR 1 | GBR 1  | AUT 1   | AUT 8 | NED 5 | NED 5 | HOC 4  | HOC 5  | JAP 9 | JAP 9   | 361   | 2.º  |
| 2000 | Honda  | RSA 1   | RSA 1 | AUS 5   | AUS 5   | JAP 5  | JAP 3  | GBR 1   | GBR Ret | ITA 2  | ITA 1  | ALE 4   | ALE 2   | RSM Ret | RSM 10 | ESP 5  | ESP 4  | EUA 2 | EUA 4  | EUR 10  | EUR 6 | NED 1 | NED 5 | OSC 1  | OSC 1  | BHA 8 | BHA 1   | 400   | 1.º  |
| 2001 | Honda  | ESP 6   | ESP 4 | RSA 1   | RSA Ret | AUS 1  | AUS C  | JAP 12  | JAP 13  | ITA 2  | ITA 2  | GBR 5   | GBR 6   | ALE 1   | ALE 3  | RSM 3  | RSM 11 | EUA 6 | EUA 6  | BHA 3   | BHA 5 | OSC 1 | OSC 2 | NED 3  | NED 10 | IMO 3 | IMO Ret | 333   | 2.º  |
| 2002 | Honda  | ESP 4   | ESP 3 | AUS 2   | AUS 2   | RSA 2  | RSA 3  | JAP 1   | JAP 2   | ITA 3  | ITA 2  | GBR 1   | GBR 2   | ALE 2   | ALE 2  | RSM 2  | RSM 2  | EUA 3 | EUA 1  | BHA 1   | BHA 1 | OSC 1 | OSC 1 | NED 1  | NED 1  | IMO 1 | IMO 1   | 552   | 1.º  |

### Campeonato del Mundo de Motociclismo

#### Por temporada
| Temp. | Categoría | Moto            | Equipo                    | Carreras | Victorias | Podios | Poles | V.Ráp. | Pts. | Pos. |
| ----- | --------- | --------------- | ------------------------- | -------- | --------- | ------ | ----- | ------ | ---- | ---- |
| 2003  | MotoGP    | Aprilia RS Cube | Alice Aprilia Racing      | 16       | 0         | 0      | 0     | 0      | 62   | 13.º |
| 2004  | MotoGP    | Honda RC211V    | Telefónica Movistar Honda | 16       | 0         | 2      | 0     | 2      | 157  | 5.º  |
| 2005  | MotoGP    | Yamaha YZR-M1   | Gauloises Yamaha Team     | 17       | 0         | 3      | 0     | 1      | 179  | 4.º  |
| 2006  | MotoGP    | Yamaha YZR-M1   | Camel Yamaha Team         | 17       | 0         | 1      | 0     | 0      | 124  | 7.º  |
| 2007  | MotoGP    | Yamaha YZR-M1   | Fiat Yamaha Team          | 18       | 0         | 2      | 2     | 0      | 124  | 9.º  |
| 2008  | MotoGP    | Yamaha YZR-M1   | Tech 3 Yamaha             | 18       | 0         | 2      | 1     | 0      | 144  | 7.º  |
| 2009  | MotoGP    | Yamaha YZR-M1   | Monster Yamaha Tech 3     | 17       | 0         | 1      | 0     | 0      | 161  | 5.º  |
| 2010  | MotoGP    | Yamaha YZR-M1   | Monster Yamaha Tech 3     | 18       | 0         | 0      | 0     | 0      | 103  | 11.º |
| 2011  | MotoGP    | Yamaha YZR-M1   | Monster Yamaha Tech 3     | 15       | 0         | 1      | 0     | 0      | 109  | 9.º  |
| 2012  | MotoGP    | Suter MMX1      | NGM Mobile Forward Racing | 16       | 0         | 0      | 0     | 0      | 27   | 20.º |
| 2013  | MotoGP    | FTR Kawasaki    | NGM Mobile Forward Racing | 18       | 0         | 0      | 0     | 0      | 41   | 14.º |
| 2014  | MotoGP    | Forward Yamaha  | NGM Forward Racing        | 10       | 0         | 0      | 0     | 0      | 11   | 22.º |
| Total | Total     | Total           | Total                     | 196      | 0         | 12     | 3     | 3      | 1242 |      |

#### Por categoría
| Categoría | Temporada | Primer Gran Premio | Primer Podio            | Primera Victoria | Carreras | Victorias | Podios | Poles | V.Ráp. | Pts. | CM |
| --------- | --------- | ------------------ | ----------------------- | ---------------- | -------- | --------- | ------ | ----- | ------ | ---- | -- |
| MotoGP    | 2003–2014 | GP de Japón 2003   | GP de Gran Bretaña 2004 | -                | 196      | 0         | 12     | 3     | 3      | 1242 | 0  |
| Total     | 2003–2014 | 2003–2014          | 2003–2014               | 2003–2014        | 196      | 0         | 12     | 3     | 3      | 1242 | 0  |

#### Carreras Por Año
(Carreras en negrita indica pole position, carreras en cursiva indica vuelta rápida)
| Año  | Categoría | Moto           | 1       | 2       | 3       | 4       | 5       | 6       | 7       | 8       | 9       | 10      | 11      | 12      | 13      | 14      | 15     | 16      | 17      | 18     | Pts. | Pos. |
| ---- | --------- | -------------- | ------- | ------- | ------- | ------- | ------- | ------- | ------- | ------- | ------- | ------- | ------- | ------- | ------- | ------- | ------ | ------- | ------- | ------ | ---- | ---- |
| 2003 | MotoGP    | Aprilia        | JAP 6   | RSA Ret | ESP 14  | FRA 10  | ITA 9   | CAT Ret | NED 7   | GBR 10  | ALE 14  | CZE 12  | POR 14  | RIO 13  | PAC 17  | MAL 13  | AUS 16 | VAL 8   |         |        | 62   | 13.º |
| 2004 | MotoGP    | Honda          | RSA 7   | ESP 7   | FRA 5   | ITA 12  | CAT 5   | NED 6   | RIO 6   | ALE 5   | GBR 2   | CZE 7   | POR 9   | JAP Ret | QAT 2   | MAL 11  | AUS 4  | VAL 8   |         |        | 157  | 5.º  |
| 2005 | MotoGP    | Yamaha         | ESP 9   | POR 6   | CHN 8   | FRA 3   | ITA 9   | CAT 7   | NED 3   | EUA 2   | GBR 4   | ALE 8   | CZE 7   | JAP 6   | MAL 10  | QAT 4   | AUS 6  | TUR 7   | VAL 8   |        | 179  | 4.º  |
| 2006 | MotoGP    | Yamaha         | ESP 11  | QAT 9   | TUR 9   | CHN 3   | FRA 6   | ITA 12  | CAT 5   | NED 13  | GBR 6   | ALE 12  | EUA 9   | CZE 10  | MAL 10  | AUS Ret | JAP 8  | POR 4   | VAL 9   |        | 124  | 7.º  |
| 2007 | MotoGP    | Yamaha         | QAT 6   | SPA 3   | TUR Ret | CHN 11  | FRA 12  | ITA 12  | CAT 10  | GBR 2   | NED 6   | ALE 4   | EUA 11  | CZE Ret | RSM 9   | POR 10  | JAP 14 | AUS 9   | MAL 10  | VAL 13 | 124  | 9.º  |
| 2008 | MotoGP    | Yamaha         | QAT 7   | ESP Ret | POR 4   | CHN 7   | FRA 3   | ITA 5   | CAT 5   | GBR 4   | NED 3   | ALE Ret | EUA 14  | CZE 14  | RSM 10  | IND 15  | JAP 7  | AUS 8   | MAL 8   | VAL 6  | 144  | 7.º  |
| 2009 | MotoGP    | Yamaha         | QAT 4   | JAP 12  | ESP 7   | FRA 7   | ITA 6   | CAT 7   | NED 4   | EUA 7   | ALE 9   | GBR 2   | CZE 7   | IND 5   | RSM Ret | POR 5   | AUS 5  | MAL 13  | VAL 4   |        | 161  | 5.º  |
| 2010 | MotoGP    | Yamaha         | QAT 8   | ESP 12  | FRA 12  | ITA 13  | GBR 9   | NED 8   | CAT 11  | ALE Ret | EUA 7   | CZE 7   | IND Ret | RSM 7   | ARA 12  | JAP 5   | MAL NC | AUS 7   | POR 7   | VAL 12 | 103  | 11.º |
| 2011 | MotoGP    | Yamaha         | QAT 8   | ESP Ret | POR 6   | FRA 13  | CAT DNS | GBR 3   | NED 7   | ITA 9   | ALE 10  | EUA 8   | CZE 8   | IND 7   | RSM 13  | ARA 13  | JAP 8  | AUS 5   | MAL C   | VAL    | 109  | 9.º  |
| 2012 | MotoGP    | Suter          | QAT 12  | ESP 16  | POR DNS | FRA     | CAT NC  | GBR 16  | NED Ret | ALE 12  | ITA Ret | EUA 13  | IND 13  | CZE 13  | RSM 11  | ARA 18  | JAP 13 | MAL Ret | AUS Ret | VAL 14 | 27   | 20.º |
| 2013 | MotoGP    | FTR Kawasaki   | QAT Ret | AME Ret | ESP 15  | FRA 16  | ITA 14  | CAT 9   | NED 17  | ALE 13  | EUA 12  | IND 13  | CZE 11  | GBR 14  | RSM 12  | ARA 16  | MAL 15 | AUS 12  | JAP 12  | VAL 15 | 41   | 14.º |
| 2014 | MotoGP    | Forward Yamaha | QAT 9   | AME Ret | ARG 20  | ESP Ret | FRA 17  | ITA 15  | CAT 18  | NED 22  | ALE 20  | IND 13  | CZE     | GBR     | RSM     | ARA     | JAP    | AUS     | MAL     | VAL    | 11   | 22.º |

### Resultados en las 8 Horas de Suzuka
| Año  | equipo           | Copiloto        | Moto       | Pos. |
| ---- | ---------------- | --------------- | ---------- | ---- |
| 2001 | Team Cabin Honda | Valentino Rossi | VTR1000SPW | 1.º  |